# دون بلاكمان
دون بلاكمان (بالإنجليزية: Don Blackman)‏ هو عازف جاز وعازف بيانو أمريكي، ولد في 1 سبتمبر 1953 في كوينز في الولايات المتحدة، وتوفي في 11 أبريل 2013 بسبب سرطان.

## وصلات خارجية
- دون بلاكمان على موقع IMDb (الإنجليزية)
- دون بلاكمان على موقع ميوزك برينز (الإنجليزية)
- دون بلاكمان على موقع أول ميوزيك (الإنجليزية)
- دون بلاكمان على موقع ديسكوغز (الإنجليزية)